# رواق عوشة بنت حسين الثقافي
مركز رواق عوشة بنت حسين الثقافي هو مؤسسة ثقافية فكرية إجتماعية غير ربحية مقره في الإمارات العربية المتحدة - إمارة دبي، يهدف إلى بناء مجتمع الإمارات وثقافته وهويته وذلك من خلال تبنيه وتجسيده قيم الأسرة المتماسكة من خلال تبني مجموعة من الانشطة الثقافية والخيرية والإنسانية والاجتماعية، ويحقق أهدافه من خلال المحاضرات والندوات الفكرية والاجتماعية والتثقيفية وكذلك الجوائز التشجيعية السنوية.

## نبذة عن الرواق[2]
تعود كلمة رواق إلى التراث العربي الفلسفي والفكري، فهي مفردة تستعمل في البيوت الإماراتية والعربية، تعبر عن المكان الذي تجتمع فيها الأسرة، وتنطق “بالقاف” بالجيم المصرية، وأصبحت تدلل حديثا على المكان الثقافي الذي يجمع المثقفين والأدباء وعلماء اللغة والاجتماع لتبادل الرأي والنقاش في الموضوعات الثقافية المختلفة.
وفي العالم 1991 أسست الدكتورة موزة عبيد غباش رواق عوشة الثقافي وفاءً لذكرى والدتها «عوشة بنت حسين بن ناصر لوتاه» ليكون صرحاً ثقافياً واجتماعياً وخيرياً وسعيا لترسيخ البناء الثقافي. ودعم العملية التعليمية التربوية وتفعيل القيم الدينية الصحيحة في مجتمع الإمارات والحفاظ على المخزون التراثي وإعادة تشكيل مفرداته بما يتناسب والعصر الحديث.
في العام 2017 اعتمدت وزارة تنمية المجتمع في الإمارات، رواق عوشة بنت حسين الثقافي الاجتماعي، كمؤسسة أهلية ذات نفع عام، وذلك بموجب القرار رقم "218" لسنة 2017، فاكتسب الرواق الشخصية الاعتبارية، وراح يعمل تحت مظلة الوزارة وتخضع لأحكام القانون الاتحادي رقم "2" لسنة 2008 في شأن الجمعيات والمؤسسات الأهلية ذات النفع العام، للارتقاء بالعمل الاجتماعي وتحقيق التماسك المجتمعي فأضاف رواق عوشة إلى مسيرته الطويلة في العطاء الإنساني والثقافي، وإثراء الحركة الثقافية والاجتماعية من خلال مبادراته ومساهماته المجتمعية والجوائز التي أطلقها ليحث أبناء الإمارات على العمل والجد والاجتهاد، كل في موقعه، بما يخدم المجتمع.

## أهداف رواق عوشة الثقافي[4]
من أبرز أهداف رواق عوشة الثقافي: نشر المعرفة والعلم والثقافة والبحوث والدراسات الإنسانية والتطبيقية من خلال المؤتمرات والندوات واللقاءات والفعاليات وتشجيع الابتكارات العلمية والمواهب والكفاءات والإبداعات في جميع المجالات، ودعم وتنشيط وترسيخ المفاهيم الثقافية الإيجابية والحركة الثقافية، وإصدار وطباعة النشرات والدوريات والكتب والمجلات والأبحاث وتنمية الشعور بالمسؤولية الاجتماعية لدى المواطنين والمقيمين بدولة الإمارات، وتنظيم وإقامة الندوات الأدبية والثقافية والاجتماعية.

## جوائز رواق عوشة الثقافي السنوية[5]
تحفيزا وتشجيعا لعدد من الفئات الهامة في المجتمع، يقوم رواق عوشة بنت حسين الثقافي سنويا بتوزيع جوائز مختلفة ذات قيمة معنوية ومالية عالية على أفراد من المجتمع، ضمن احتفال سنوي كبير، وهذه الجوائز تشمل:
- جائزة الأم المثالية
- جائزة الأب المثالي
-جائزة أصحاب الهمم
- جائزة الشباب المبتكرين.
ويشترط الرواق للمشاركة والترشيح للجائزة في كافة فروعها أن تكون هناك قصة كفاح مؤثرة تكتب مطبوعة بما لا يزيد على (1000) كلمة، وترفق ببعض الوثائق المؤيدة لما يرد في القصة، ولا يشترط في هذه الجوائز أن بكون الوالدان بيولوجيين، فمن الممكن أن يكونا قد ساهما في تربية أبناء غير حقيقيين، وطبعاً، يفضل أن يكون المشترك ممن يجيد القراءة والكتابة، كما تشمل الجائزة أبناء الإمارات العربية المتحدة والمقيمين عليها، ويكون آخر موعد لقبول المشاركات التي تتطلب استمارة تسجيل، هو بداية الدوام الرسمي - الفصل الثاني، في فبراير من كل عام.

## وصلات خارجية
الموقع الرسمي